# Agrotis texanus
Agrotis texanus är en fjärilsart som beskrevs av Augustus Radcliffe Grote 1863. Agrotis texanus ingår i släktet Agrotis och familjen nattflyn. Inga underarter finns listade i Catalogue of Life.